# Gideon Sundback
Gideon Sundback (24. travnja 1880. – 21. lipnja 1954.) američko-švedski inženjer elektronike. Gideona Sundbacka najčešće se povezuje s razvojem patentnog zatvarača, u narodu poznatijeg kao "patent", "šlic" ili "ciferšlus".

## Životopis
Otto Fredrik Gideon Sundback rođen je u Švedskoj gdje su mu se roditelji bavili poljodjelstvom. Sin je Jonasa Otta Magnussona Sundbäcka i njegove životne partnerice Kristine Karoline Klasdotter. Nakon studija u Švedskoj Sundback se seli u Njemačku, gdje studira na politehničkom fakultetu u Bingenu na Rajni. 1903. položio je za inženjera, a već 1905. emigrirao je u Sjedinjene Američke Države. Umro je 1954. od problema sa srcem i pokopan na groblju Greendale u Meadvillu, Pennsylvania.

## Po čemu je poznat
Možda je pogrešno reći da je Sundback izumitelj patentnog zatvarača, već je samo najviše napravio za njegovo usavršavanje, a izum je pod imenom clasp locker napravio Whitcomb Judson koji ga je motirao na svoje čizme i nosio 1893 na Svjetskom sajmu u Chicagu, što je javnost ignorirala.  Ideja o zatvaraču je 20-ak godina kružila među inženjerima i inovatorima koji su svaki na svoj način doprinijeli 'šlicu' kakvog poznajemo danas, no Sundback je uveo malu izbočinu na dno svakog zuba zatvarača, kao i utor na vrh, kako bi svaki zub bolje prijanjao uz ostale.
Isto tako, Sundback je izradio i stroj za proizvodnju zatvarača, te se svojim radom na tom području zauvijek našao upisanim u povijest. 2006. odana mu je počast uključivanjem u američku Kuću slavnih nacionalnih inovatora.